# Angelo Vermeulen
Angelo Vermeulen (Sint Niklaas, 27 december 1971) is een Belgisch onderzoeker, bioloog en kunstenaar in de ruimtevaart. Hij was de enige Europeaan door de NASA werd geselecteerd en later aangesteld als bemanningscommandant van HI-SEAS (Hawaii Space Exploration Analog and Simulation), een vier maanden durende nagebootste reis naar de planeet Mars.

## leven en werk
In 1998 promoveerde Vermeulen op de deformaties van het gebit van niet-bijtende dansmuggen aan de afdeling biologie van de Katholieke Universiteit Leuven in België. Hij studeerde ook af aan de Academie voor Schone Kunsten in Leuven, waar hij fotografie studeerde. Vermeulen verliet België om samen met Nick Waplington als fotograaf in Londen te werken. Na zijn terugkeer naar België 
in 2001 volgde hij een tweejarige postacademische opleiding aan het Hoger Instituut voor Schone Kunsten (HISK) in België. Dit werd het vertrekpunt voor een verkenning van hoe biologie en ecologische processen in de kunst op elkaar kunnen inhaken en als kunstinstallaties kunnen worden gematerialiseerd. 
In 2008 was Vermeulen mede-auteur van het boek 'Baudelaire in Cyberspace: Dialogen over kunst, wetenschap en digitale cultuur' met de filosoof Antoon Van den Braembussche. Van 2011 tot 2012 was hij lid van het European Space Agency Tropical Team Arts & Science (ETTAS). 
In 2009 was hij medeoprichter van SEADS (Space Ecologies Art and Designs), een internationaal transdisciplinair collectief van kunstenaars, wetenschappers, ingenieurs en activisten. Het doel is om de toekomst opnieuw vorm te geven door middel van kritisch onderzoek en praktische experimenten. Biomodd is een van hun bekendste kunstprojecten en bestaat uit een wereldwijde reeks van geco-creëerde interactieve kunstinstallaties waarin computers een actief onderdeel zijn van levende ecosystemen. De laatste tien jaar werkt hij samen met het MELiSSA-programma van het Europees Ruimtevaartagentschap over biologische levensondersteuning voor de ruimte en in 2013 was hij bemanningscommandant van de door NASA gefinancierde HI-SEAS Mars-missiesimulatie in Hawai'i. 
In 2012 was hij Michael Kalil Endowment voor Smart Design Fellow bij Parsons in New York. Hij was een Michael Kalil Endowment voor Smart Design Fellow bij Parsons in New York. Hij bekleedde ook functies aan de LUCA School of Visual Arts in Gent (België) en Die Angewandte in Wenen (Oostenrijk) en was (gast)docent aan universiteiten in Europa, de VS en Zuidoost-Azië.
In 2012 wed Vermeulen uitgekozen om als commandant samen met Oleg Abramov, Simon Engler, Kate Greene, Sian Proctor en Yajaira Sierra Sastre 120 dagen te worden afgezonderd op een locatie op Hawaï.
Momenteel werkt hij aan de Technische Universiteit Delft aan geavanceerde concepten voor interstellaire exploratie.  Zijn werk stelt een bio-geïnspireerde ontwerpbenadering voor om te kunnen omgaan met de onvoorspelbaarheid die inherent is aan interstellaire reizen. Hij is Senior TED Fellow en werd in 2017 geselecteerd als een van de Top 5 Tech Pioniers uit België door de krant De Tijd.

## Erkentelijkheden
- 2003: Provinciale Prijs Beeldende Kunsten Oost-Vlaanderen 2de plaats
- 2010: Fellowship (Technische Universiteit Delft)
- 2012: Michael Kalil Endowment for Smart Design Fellowship (Parsons, New York)
- 2012: Witteveen+Bos-prijs voor Kunst+Techniek